# 大淀川第一ダム
大淀川第一ダム（おおよどがわだいいちダム）は、宮崎県都城市、一級河川・大淀川水系大淀川に建設されたダム。高さ47メートルの重力式コンクリートダムで、九州電力の発電用ダムである。同社の水力発電所・大淀川第一発電所に送水し、最大5万5,500キロワットの電力を発生する。

## 歴史

### 建設
大正時代、宮崎平野を流れる大淀川の水資源に着目した電気化学工業（現・デンカは、自家発電設備として水力発電所の建設を計画。1922年（大正11年）5月、まず高崎町（現・都城市高崎町）笛水において大淀川第一発電所の建設工事に着手し、1926年（大正15年）1月に運転を開始。1932年（昭和7年）3月には、下流の高岡町（現・宮崎市高岡町）浦之名において大淀川第二発電所が建設された。両発電所で発生した電力は11万ボルトという高い電圧で福岡県大牟田市へと送電された。
電気化学工業は1931年（昭和6年）5月に大淀川水力電気へ発電所の運営を任せるも、同社は1939年（昭和14年）7月に電気化学工業へと合併。元のさやに収まった格好となったのも束の間、1941年（昭和16年）11月には日本発送電へ譲渡され、最終的には戦後発足した九州電力の手に渡った。

### 再開発
大淀川第一発電所は当初、大ダムを伴わない水路式発電所であり、フランシス水車を用いた3台の水車発電機によって最大1万5,000キロワットの電力を発生していた。現在ある大淀川第一ダムはまだ存在しておらず、発電に使用する水はその3.7キロメートル上流の観音瀬（かんのんぜ）に建設した「轟（とどろ）ダム」から取り入れていた。轟ダムは高さ15メートル未満の小規模なダム（堰）である。しかし大淀川はこの観音瀬付近から高岡町に至る中流部が長い峡谷を形成しているという地形的要因から、その上流に当たる地元・都城盆地では河水が大雨のたびに滞留し易く古くから水害の常襲地帯となっており、轟ダムの建設によって水害がさらに頻発すると懸念されていた。宮崎県議会も、宮崎県内で発生した電力を他県に送電することには否定的な姿勢をとった。これに対し、事業主体であった電気化学工業は公金を納めることと、水害発生時には協議の場を設けるといったことを条件に着工へとこぎ着けたのである。
轟ダムに対し大々的に撤去を求める運動にまで発展する契機となったのが、1954年（昭和29年）9月の台風12号であった。集中豪雨により増水した大淀川は轟ダムで流路を阻まれ、都城盆地一帯に氾濫。3,500ヘクタールの農地が水没する惨事をもたらした。九州電力は水害の元凶として批判の渦中にあった轟ダムを撤去し、その身代わりとして新しい「大淀川第一ダム」を発電所の直近に建設するという再開発事業を計画した。新しいダムは高さ47メートルと旧ダムを圧倒する規模であるが、ダム湖の水面標高については旧ダムのそれを上回らないよう設計されている。また、ダム湖に堆積した土砂（堆砂）も水害の要因となりうることを考慮し、大型の洪水吐きゲートを装備することで十分な排水・排砂能力を確保した。新ダムの建設工事は1959年（昭和34年）2月に着工、1961年（昭和36年）5月に完成。並行して旧ダムの撤去工事が進められ、1961年（昭和36年）2月に完了した。既存の発電所については取水元を旧ダムから新ダムへと切り替えることで機能を維持するとともに、新ダム直下にも新たな水車発電機が設置されたことで大幅な出力増加が図られた。

## 周辺

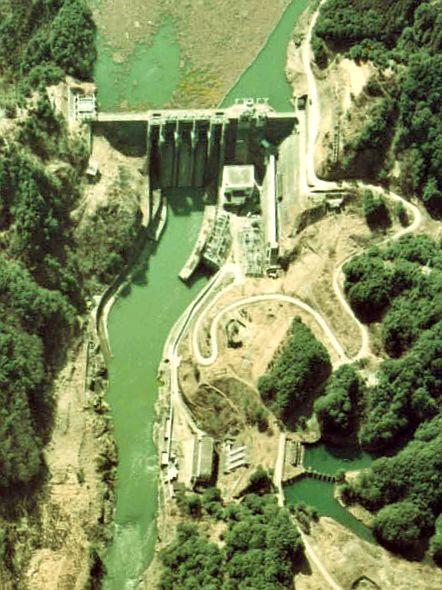
大淀川第一発電所全景。

宮崎自動車道・都城インターチェンジから国道10号を北上し、都城盆地を過ぎると観音瀬である。江戸時代、都城領主であった島津久倫の命により舟運のための水路を開削したといわれ、宮崎県指定文化財に指定されている。かつては轟ダムがこの観音瀬に存在したが、下流に大淀川第一ダムを建設する際に撤去され、今や川岸に記念碑を残すのみである。ただし、国土地理院の地図のように、大淀川第一ダムを轟ダムと表示している地図もある。
大淀川第一ダムから北へ進むと都城市と小林市との境である。大淀川の支流・岩瀬川が境界線上を流れており、宮崎県営の多目的ダム・岩瀬ダムが野尻湖という一大湖を形成している。大淀川は大淀川第一ダムを過ぎると岩瀬川を合流させ、下流の高岡ダムに流れ着く。大淀川第一発電所と歴史をともに歩んだ発電用ダムであり、取り入れた水を大淀川第二発電所へと送水している。